# Ramiro Guerra
Ramiro Guerra Pereyra (Montevideo, 21 marzo 1997) è un ex calciatore uruguaiano con cittadinanza spagnola, di ruolo centrocampista.

## Caratteristiche tecniche
È un centrocampista centrale.

## Carriera

### Club
Cresciuto nelle giovanili del Villarreal, ha esordito in prima squadra il 1º ottobre 2017 in un match vinto 3-0 contro l'Eibar. Nello stesso anno ha esordito anche nelle competizioni europee, giocando 4 partite in Europa League.

### Nazionale
Ha preso parte al campionato sudamericano Under-20 2015.